# Ourasi
Ourasi, surnommé « Le Roi Fainéant », est un trotteur français alezan foncé né le 7 avril 1980 et mort le 12 janvier 2013, quadruple vainqueur du Prix d'Amérique. Il a été élu meilleur trotteur français de tous les temps par le journal L'Équipe en 2006. Son flegme et sa nonchalance en piste sont devenus légendaires et lui ont conféré un charisme très particulier, faisant de lui le trotteur le plus populaire de l'histoire des courses.

## Carrière

### Jeunesse et débuts
Ourasi est né au haras de Saint-Georges, à Saint-Étienne-l'Allier, dans l'Eure, petit élevage normand appartenant à Raoul Ostheimer. Arrivant après Leurasie, Meurasie et Neurasie, Raoul Osteimer décide que le premier poulain de Fleurasie se nommera Ourasi. Raoul Ostheimer ne fonde guère d'espoirs sur ce poulain qui lui parait paresseux et lourdaud. Le haras traverse alors une passe économique difficile, et Ourasi est le seul poulain de l'année. À l'automne de ses deux ans, Ourasi commence sa carrière, entraîné et drivé par Raoul Ostheimer, qui est sourd et quasi-muet
Les débuts d'Ourasi ne sont pas convaincants : il se qualifie laborieusement avec Raoul Ostheimer fin septembre 1982 sur l'hippodrome d'Argentan. L'année 1983 se révèle être un tournant dans la vie de poulain : Raoul et Rachel Ostheimer décident de confier le cheval à Jean-René Gougeon, l'un des plus grands drivers français. Ce dernier est détenteur d'un palmarès éloquent : il a précédemment remporté le Prix d'Amérique (avec Roquépine et Bellino II). Avec Jean-René Gougeon, Ourasi découvre Vincennes, et s'impose à sa quatrième tentative, dans un prix de série. Malgré le fait qu'il n'ait encore jamais affronté les meilleurs de ses contemporains, il est engagé dans le Critérium des Jeunes, et à la surprise générale, le remporte avec classe au début de l'année 1983.
Ourasi enchaîne les victoires aux niveaux classique et semi-classique, tandis qu'affluent des offres d'achat toujours plus mirobolantes que ses propriétaires refusent les unes après les autres. Ils décident de le confier à plein temps à Jean-René Gougeon qui est bientôt surnommé « Le Pape de Vincennes ». Ce dernier doit composer avec le caractère très particulier du cheval : dominateur et conquérant en courses, mais avare de ses efforts à l'entraînement. Cette nonchalance qui est la sienne parfois jusque dans l'aire de départ, voire pendant l'épreuve, où il semble ne s'intéresser à la compétition qu'à quelques centaines de mètres du but, participe à la légende d’Ourasi, et lui vaut un surnom : « le Roi fainéant ».
Au cours de l'année 1983, Ourasi bataille ferme contre ses adversaires qui lui disputent le titre de meilleur 3 ans. S'il s'impose deux fois, il doit se contenter du premier accessit dans les quatre autres courses auxquelles il participe, dont le Critérium des 3 ans en fin d'année, où Orco, son rival d'alors, le devance. Cette rivalité est cependant de courte durée, car Orco ne se remet pas de ses luttes contre Ourasi et bientôt disparaît de la scène. L'année 1984 voit Ourasi s'imposer dans deux semi-classiques. Il rate cependant ses rendez-vous les plus importants : 4e du Prix de Sélection, distancé dans le Critérium des 4 ans, 5e dans le Critérium Continental. À ce moment-là, Ourasi n'est pas encore considéré comme un grand champion...

### La consécration

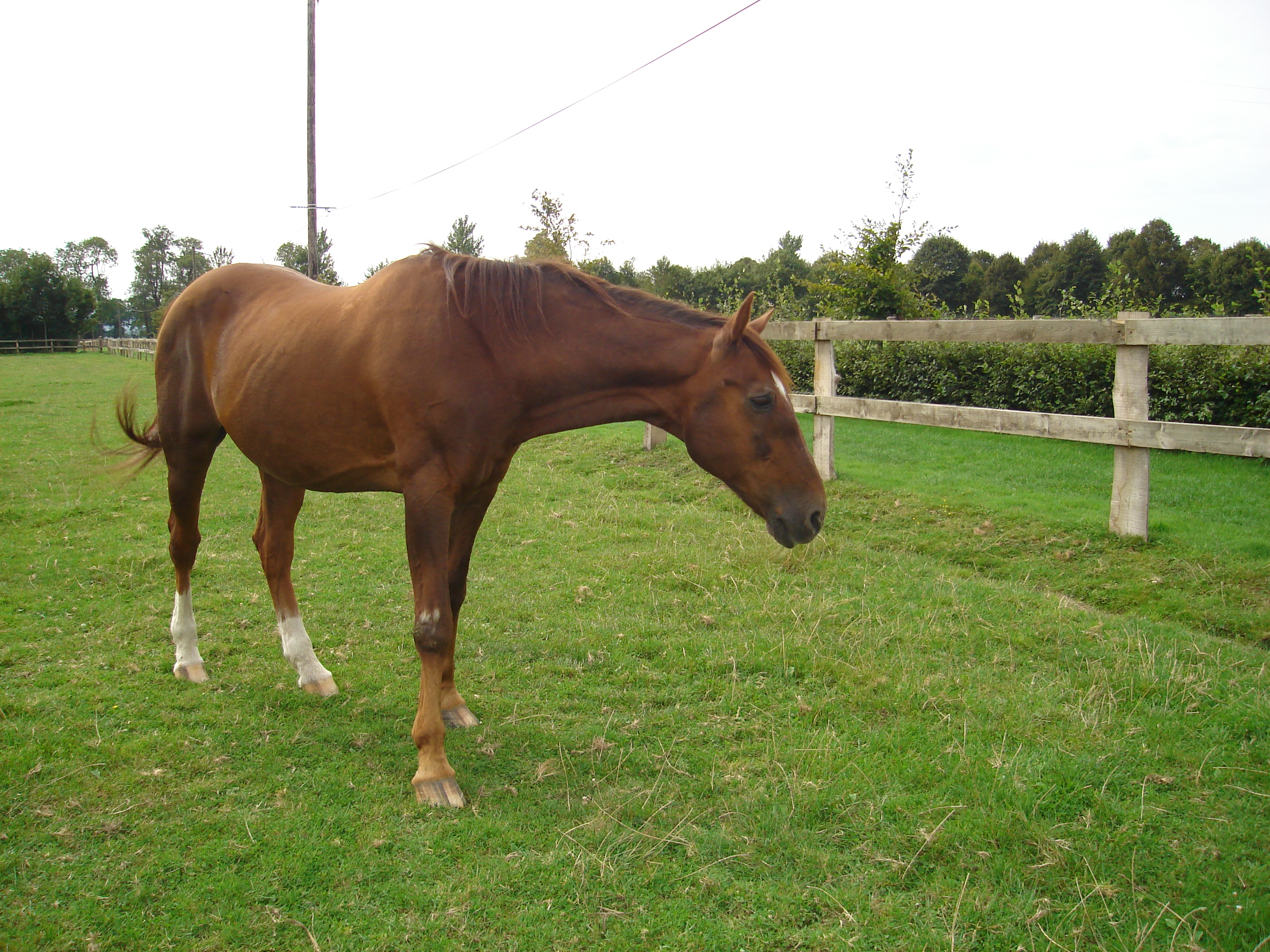
Ourasi au haras de Gruchy en septembre 2006.

C'est en 1985 qu’Ourasi, alors âgé de cinq ans, passe la vitesse supérieure. Il réalise une saison hors normes : neuf victoires et quatre places en treize sorties, et si le Prix de Sélection lui échappe à nouveau (il termine 3e), il remporte le Critérium des 5 ans. Désormais leader de sa génération, Ourasi se présente en fin d'année face aux chevaux d'âge dans les préparatoires au Prix d'Amérique, où il s'annonce comme favori. Début 1986, après une victoire dans le Prix de Belgique, il remporte pour la première fois cette grande épreuve du trot, avec un record à la clé (1 min 16 s 6) devant le champion « Mon Tourbillon », qui est désormais l'un de ses plus sérieux rivaux.
En 1986, Ourasi demeure invaincu en 14 courses, portant son invincibilité à 522 jours et 22 courses, et se forge un palmarès hors du commun : Prix de France, Prix de Sélection, Grand Critérium de Cagnes, Prix de l'Atlantique etc. Sa première incursion à l'étranger est une réussite, le cheval s'imposant en Allemagne dans l'Elite-Rennen. En juin 1986, sa prestation dans le Prix René Ballière reste comme l'une de ses courses les plus légendaires : enfermé à la corde durant tout le parcours par un peloton entièrement ligué contre lui, il se dégage à quelques mètres du poteau, et au prix d'une accélération foudroyante vient surclasser « Mon Tourbillon » et « Noble Atout ». Il est invincible. La série se poursuit durant l'hiver, et Ourasi accomplit l'exploit de remporter les quatre épreuves préparatoires du Prix d'Amérique, les « 4 B » (Prix de Bretagne, du Bourbonnais, de Bourgogne, de Belgique). En janvier 1987, il s'impose une deuxième fois dans le Prix d'Amérique. Parti à la cote improbable de 1,10 (1 franc de gain pour 10 francs de mise), qui fait trembler le PMU, Ourasi s'illustre encore une fois, Jean-René Gougeon ayant voulu faire plaisir au public en lui offrant une spectaculaire envolée dans la ligne droite.
En 1987, Ourasi reste invaincu jusqu'en juin (2e du Prix René Ballière) portant son total à 22 victoires consécutives et se succédant à lui-même au palmarès des plus grandes épreuves du calendrier. À la fin de l'année 1987, contre le souhait de Rachel Tessier, Raoul Ostheimer décide de syndiquer le cheval en 40 parts de 600 000 francs, ce qui porte sa valeur à 24 millions, soit le record mondial à l'époque pour la syndication d'un trotteur. Il en conserve 20 parts, tandis que les autres sont vendues en un temps record, parfois au-dessus du prix affiché. Contestant la vente et revendiquant des droits sur la propriété du cheval, Rachel Tessier intente une action en justice, mais est finalement écartée de l'entourage d’Ourasi : elle ne reverra plus durant 15 ans[réf. souhaitée] le cheval qu'elle a élevé avec son ex-mari.
En 1988, Ourasi remporte quinze de ses dix-sept sorties, et se produit une nouvelle fois à l'étranger, dans le Åby Stora Pris, en Suède. Il gagne un troisième Prix d'Amérique, rejoignant au « panthéon des courses » Uranie, Roquépine et Bellino II, les trois seuls triples lauréats de la course. L'année 1988 est aussi marquée par l'aventure américaine du March of Dimes, et un combat « mythique » contre l'Américain Mack Lobell. Le vainqueur de ce combat doit en effet se voir octroyer une « suprématie mondiale ».

### Le «match du siècle»
En 1988, le crack américain Mack Lobell, également surnommé « Mighty Mack » fait une première incursion, victorieuse, en Europe, en remportant l'Elitloppet en Suède. « Mighty Mack », le premier cheval à être descendu sous la barre mythique de 1 min 10 s au kilomètre (en 1987, il a réalisé un temps sur un mile correspondant à 1 min 9 s 7 au kilomètre), est alors considéré aux États-Unis comme un champion hors normes, qui n'a pas d'adversaire à sa mesure. Seul Ourasi, qui cette année-là vient de s'adjuger un troisième Prix d'Amérique, peut lui contester le titre de meilleur trotteur du monde. Mais les deux champions n'évoluent pas dans la même sphère : Mack Lobell se cantonne à l'exercice du sprint sur piste plate, s'aventurant peu au-delà du mile, tandis que son rival français a fait de Vincennes, et de sa piste infernale pour les bolides américains (en raison de la montée et des distances des grandes épreuves, 2 100 m au minimum), sa « forteresse imprenable ». Si les rares incursions à l'étranger d’Ourasi sont couronnées de succès (toujours sur 2 100 m), et si son aptitude au mile a été prouvée dans le Grand critérium de vitesse de la Côte d'Azur, qu'il a remporté quatre fois, aucune confrontation avec la star américaine ne se profile. Chuck Sylvester et John Campbell, l'entraîneur et le driver de « Mighty Mack », clament de leur côté que leur champion est le meilleur au monde, et qu’Ourasi ne saurait rivaliser avec lui. Tout au long de l'année 1988, ils font monter la pression, accusant l'entourage d’Ourasi, qu'ils surnomment « the French poltron », de craindre la confrontation sur la piste. Le défi est lancé, mais pour l'entourage de Mack Lobell, pas question de régler cette affaire de suprématie sur terrain neutre, encore moins à Vincennes. Les Américains imposent donc leurs conditions : le match doit se dérouler à domicile, dans les circonstances les plus avantageuses pour leur cheval — sur 1 609 mètres, piste plate. À Ourasi de cumuler les handicaps : un long voyage, et des conditions de course qui ne lui sont pas familières, lui qui n'a jamais quitté l'Europe. Malgré la flagrante iniquité du challenge, Jean-René Gougeon relève le défi, et en novembre est organisé à Philadelphie le March of Dimes Trot - « le match du siècle ».
Faire s'affronter ces deux chevaux seuls pour les départager n'a pas de sens. Est donc constitué dans une course dotée de 600 000 dollars, un plateau exceptionnel réunissant autour des deux cracks les meilleurs chevaux d'Amérique du Nord (Sugarcane Hanover, Napoletano, Scenic Regal...), ainsi que le Suédois Callit. La course déchaîne les passions, en raison de la rivalité entre les deux chevaux, sans doute parmi les tout meilleurs de l'histoire des courses. L'épreuve a lieu le 17 novembre 1988. Elle est à la hauteur des espérances, réservant un final complètement inattendu. Mack Lobell prend rapidement les choses en main, voulant s'imposer à la manière des forts, comme à son habitude. Son départ canon lui permet de se porter très vite en tête, tandis qu’Ourasi pointe à neuf longueurs à la fin du premier tournant, mal loti avec son no 7 derrière l'autostart. Mais dans la ligne d'en face, le Français passe tout le peloton en revue pour se porter à la hauteur de son rival à l'amorce du dernier tournant. La ligne droite finale se résume à un duel à couteaux tirés entre les deux cracks, l'Américain à la corde, flanqué à son extérieur par Ourasi qui peu à peu grignote du terrain : tout comme les spectateurs présents sur l'hippodrome, les deux drivers, Gougeon et Campbell, ne se préoccupent que de leur mano a mano, oubliant qu'ils ne sont pas seuls en piste. Quand finalement Ourasi « terrasse » Mack Lobell, il n'a pas course gagnée pour autant : un troisième larron, Sugarcane Hanover, que tout le monde a oublié, surgit du dos d’Ourasi et vient remporter la course sur le fil.

### Suite et fin de carrière
Ourasi est considéré comme l'un des meilleurs trotteurs de l'Histoire. Début 1989, il est âgé de près de neuf ans et n'a pas faibli. Il s'apprête à disputer son quatrième Prix d'Amérique, et en cas de victoire, signerait là un exploit unique. De retour des États-Unis, il a remporté les trois préparatoires qu'il a disputés, et personne ne l'imagine rater son « rendez-vous avec l'histoire ».
Pourtant avant la course, en ce dernier dimanche de janvier, rien ne se passe comme d'habitude. Ourasi est en effet un cheval au caractère bien particulier et requiert une préparation très méticuleuse. Du fait de ses multiples victoires, Ourasi est alors au faîte de sa gloire et de sa popularité. Le président François Mitterrand assiste à la course. Il est vrai qu'Ourasi possède un statut de « star » et il attire autour de son box une nuée de journalistes comme Vincennes en a peu connu. Or, quelques jours plus tôt, il souffre de petits soucis au niveau des reins, et juste avant la course, dans un environnement stressant, n'a pu uriner comme il en a l'habitude. Le détail a son importance et signifie que le cheval n'est pas au mieux. Alors que personne ne peut l'imaginer battu, Ourasi ne peut faire mieux que troisième, derrière la jument Queila Gédé et derrière Potin d'Amour, ce qui provoque une stupéfaction générale. Dans la foulée, Ourasi perd son complice de toujours : victime d'un infarctus, Jean-René Gougeon raccroche définitivement à 61 ans, et c'est son frère Michel-Marcel dit « Minou » qui prend sa relève au sulky du crack.
Un mois plus tard, Ourasi rassure en s'adjugeant le Prix de Paris. Le « Roi Fainéant » s'arroge ensuite trois autres Groupe 1, dont le Grand Prix d'Oslo en Norvège. Néanmoins, il a neuf ans et l'âge de la retraite approche. Le Prix d'Amérique 1990 sera forcément son dernier, puisqu'il aura alors atteint dix ans, âge limite pour que les trotteurs puissent se présenter à cette course. La victoire d'Ourasi est très attendue afin de conclure sa carrière en apothéose et devenir le cheval le plus titré de l'histoire. C'est chose faite le 28 janvier 1990, après une préparation plus prudente qu'à l'accoutumée : « le Roi Fainéant » l'emporte tranquillement devant un public galvanisé par ce moment épique. Ourasi entre dans l'histoire. Il vient de briser le record du Prix d'Amérique en 1'15"2.

### Palmarès
Europe
- Grand Circuit européen (1986, 1988)

 France
- Groupe 1
  - Prix d'Amérique (1986, 1987, 1988, 1990)
  - Prix de France (1986, 1987, 1988)
  - Prix de Paris (1989)
  - Prix René Ballière (1986, 1988)
  - Prix de l'Atlantique (1986, 1987, 1988, 1989)
  - Grand Critérium de vitesse de la Côte d'Azur (1986, 1987, 1988, 1989)
  - Critérium des Jeunes (1983)
  - Critérium des 5 ans (1985)
  - Prix de l'Étoile (1985)
  - Prix de Sélection (1986)
  - 2e Prix Capucine (1983)
  - 2e Critérium des 3 ans (1983)
  - 2e Prix René Ballière (1987)
  - 3e Prix de Sélection (1985)
  - 3e Prix d'Amérique (1989)

- Groupe 2
  - Prix de Bretagne (1986)
  - Prix du Bourbonnais (1985, 1986, 1988)
  - Prix de Bourgogne (1987, 1988, 1989)
  - Prix de Belgique (1986, 1987, 1988, 1989)
  - Prix d'Europe (1985, 1986, 1988)
  - Prix de la Société d'encouragement (1986, 1987)
  - Grand Prix du Sud-Ouest (1987)
  - Prix des Ducs de Normandie (1987)
  - Prix de La Haye (1986, 1988)
  - Prix de Washington (1988)
  - Grand Prix de la Fédération du Nord (1988)
  - Prix Kalmia (1983)
  - Prix Henri Cravoisier (1983)
  - Prix Charles Tiercelin (1983)
  - Prix Jules Thibault (1984)
  - Prix de Croix (1985)
  - Prix Robert Auvray (1985)
  - Prix Roederer (1985)
  - Prix Henri Levesque (1985)
  - Prix Jockey (1985)
  - 2e Prix de Bretagne (1985)
  - 2e Prix Paul Karle (1983)
  - 2e Prix Abel Bassigny (1983)
  - 2e Prix Ariste-Hémard (1983)
  - 2e Prix de Milan (1984)
  - 2e Prix Marcel Laurent (1985)
  - 2e Prix des Ducs de Normandie (1988)
  - 2e Prix du Bourbonnais (1989)
  - 3e Prix de Tonnac-Villeneuve (1984)

 Allemagne
- Elite-Rennen (1986)
- Grosser Preis von Bild (1988)

 Norvège
- Oslo Grand Prix (1989)

 Suède
- Åby Stora Pris (1988)

 États-Unis
- 2e March of Dimes (1988)

## Retraite

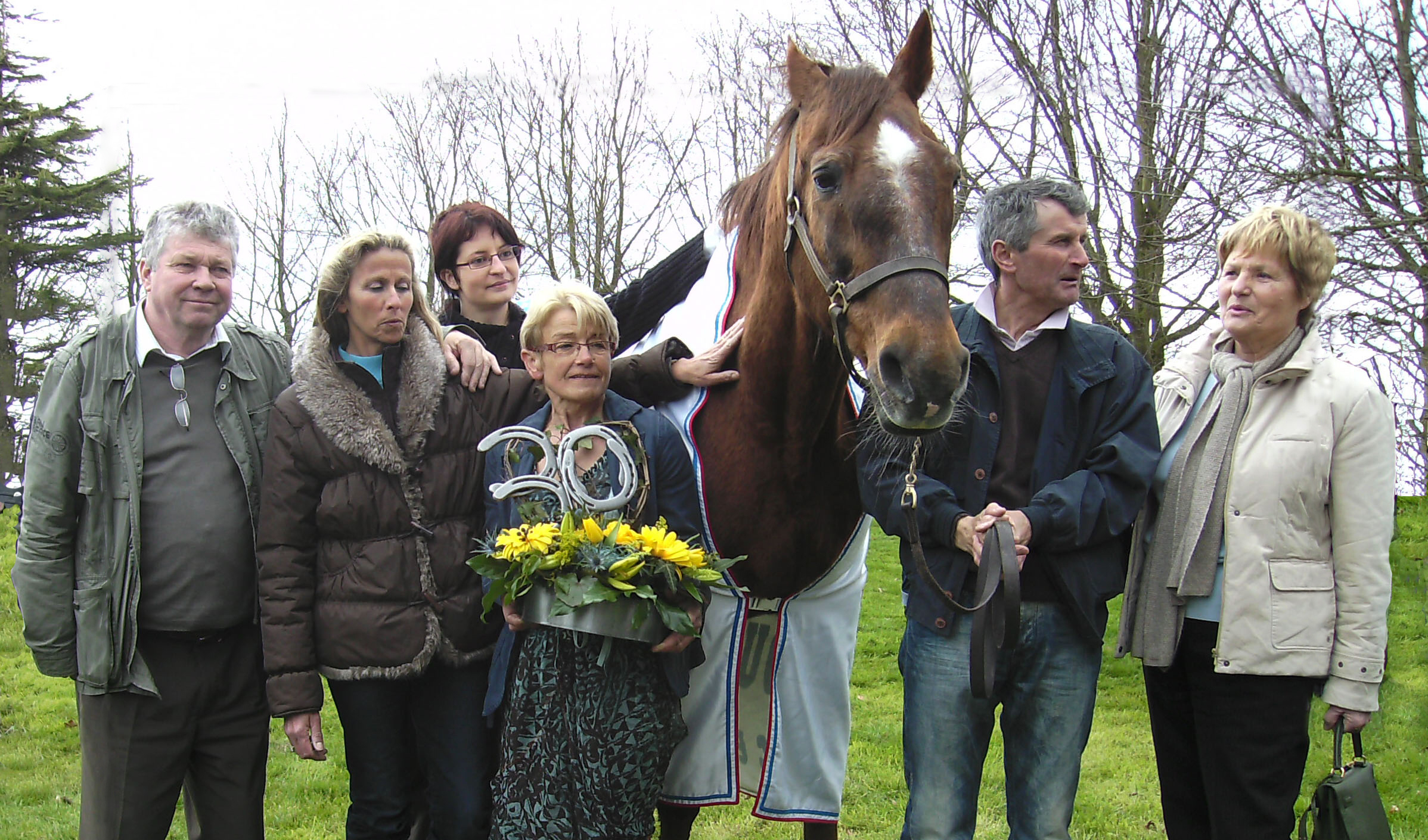
La photo officielle des 30 ans du Crack.

Dans la foulée Ourasi entame une carrière d'étalon au haras d'Aunou-le-Faucon (Orne), pour laquelle il est très attendu. Son prix de saillie est fixé à 90 000 francs, un record à l'époque. Mais au grand dam de ses propriétaires, Ourasi s’avère très peu fertile, ne donnant que huit poulains la première année, pour cent trente juments saillies, venues de France, de Scandinavie ou des États-Unis. On fait venir des spécialistes du monde entier, mais rien n'y fait : en dix ans, il ne donne que trente-huit poulains, et parmi eux aucun n'est devenu un champion à sa hauteur, son produit le plus riche étant le mâle « Émir des Fresnaux », né en 1992, ne totalisant que 337 866 € de gains.
Définitivement retiré de la monte, il passe ses jours au haras de Gruchy dans le Calvados à quelques kilomètres de Bayeux. Il y est retraité depuis 1990 et y reçoit de nombreux visiteurs. Ces derniers n'hésitent pas à lui ramener pommes et carottes (coupées en rondelles) qu'Ourasi aime mais doit manger avec grande modération malgré une gourmandise certaine. Il fête le 7 avril 2011 ses 31 ans, l'équivalent de 100 ans pour un homme. En effet, la durée de vie moyenne d'un cheval de compétition est de 25 ans. Ourasi vit paisiblement auprès de deux vaches qui partageaient son « territoire ». Des fans du monde entier viennent régulièrement saluer le crack, qui se voit sacré « Trotteur du Siècle » par L'Équipe en 2006. Ourasi meurt le samedi 12 janvier 2013, à presque 33 ans, au haras de Gruchy, en Normandie.

### Statue
Le dimanche 22 juin 2014 fut inaugurée la statue d'Ourasi sur l'hippodrome de Vincennes, réalisée par le sculpteur Arnaud Kasper.

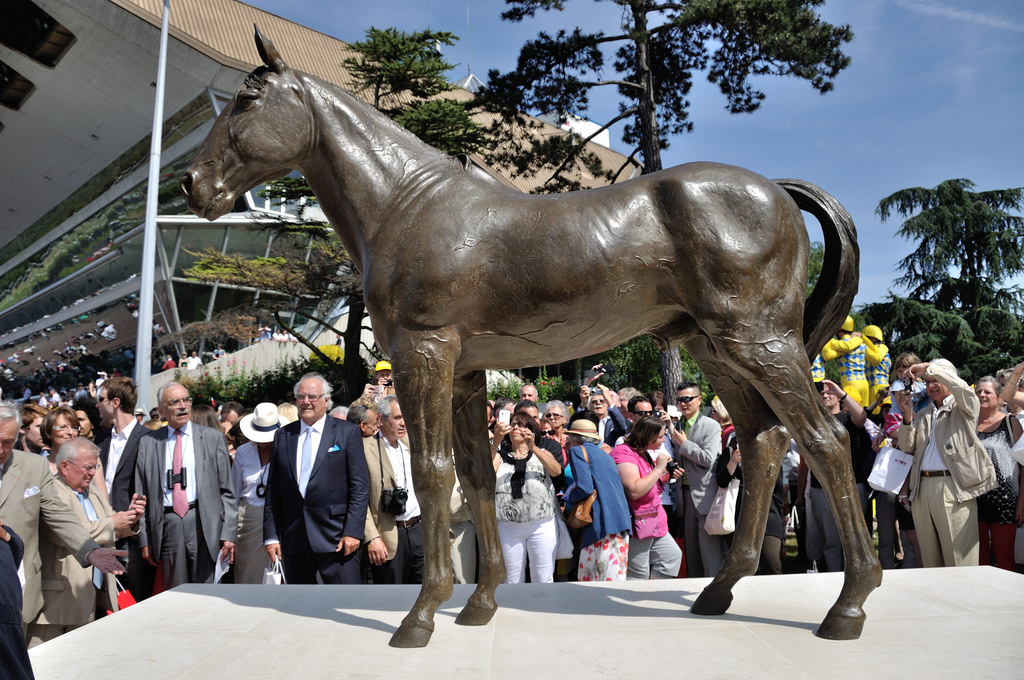
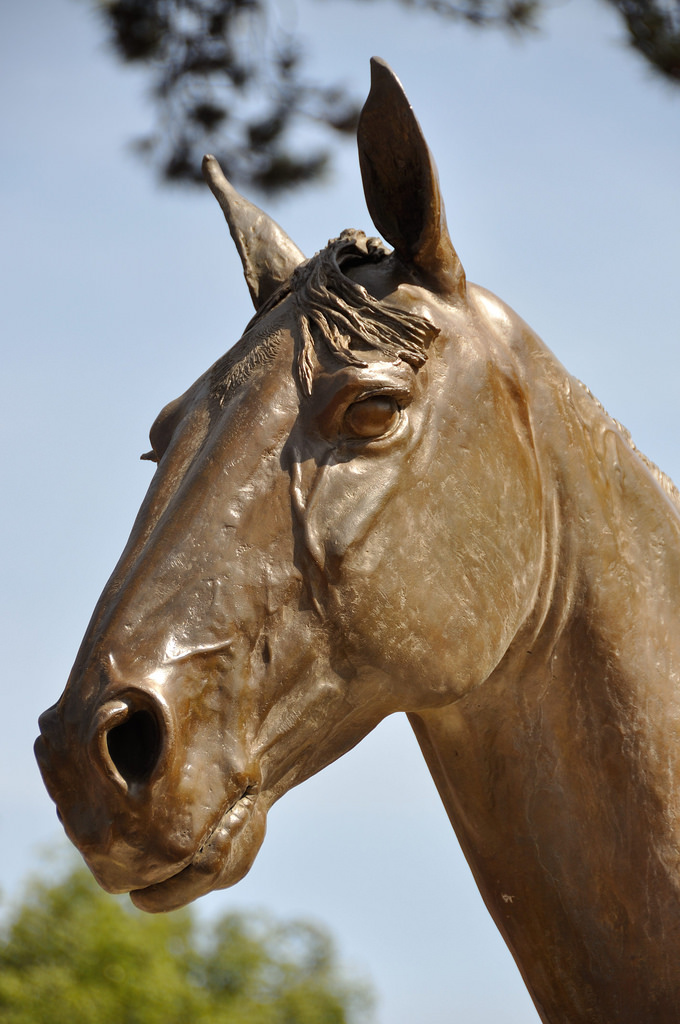
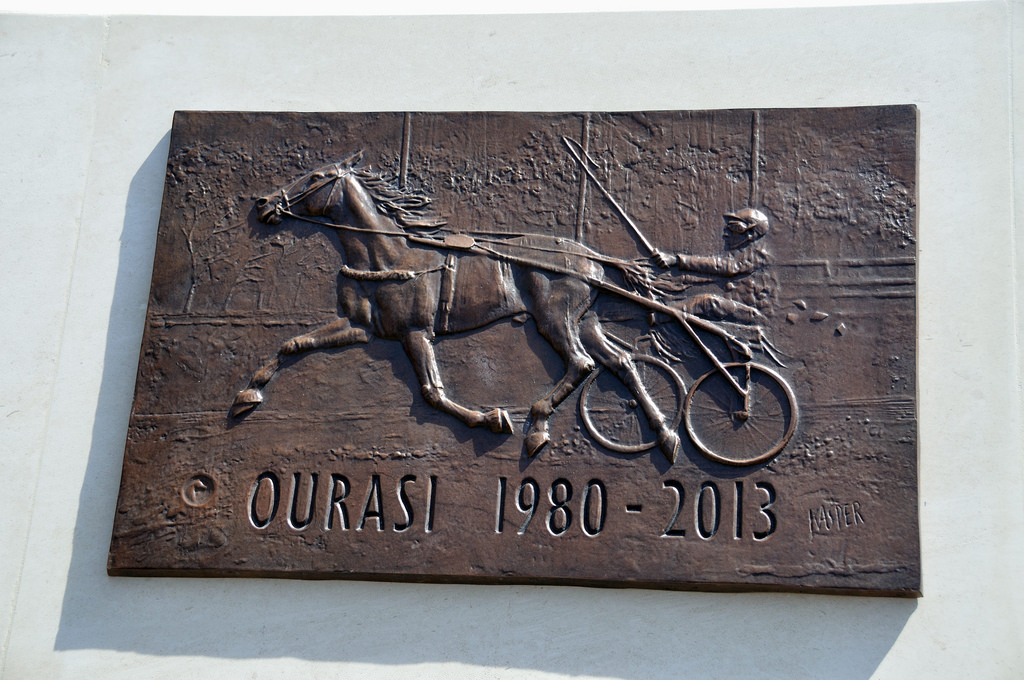

## Origines

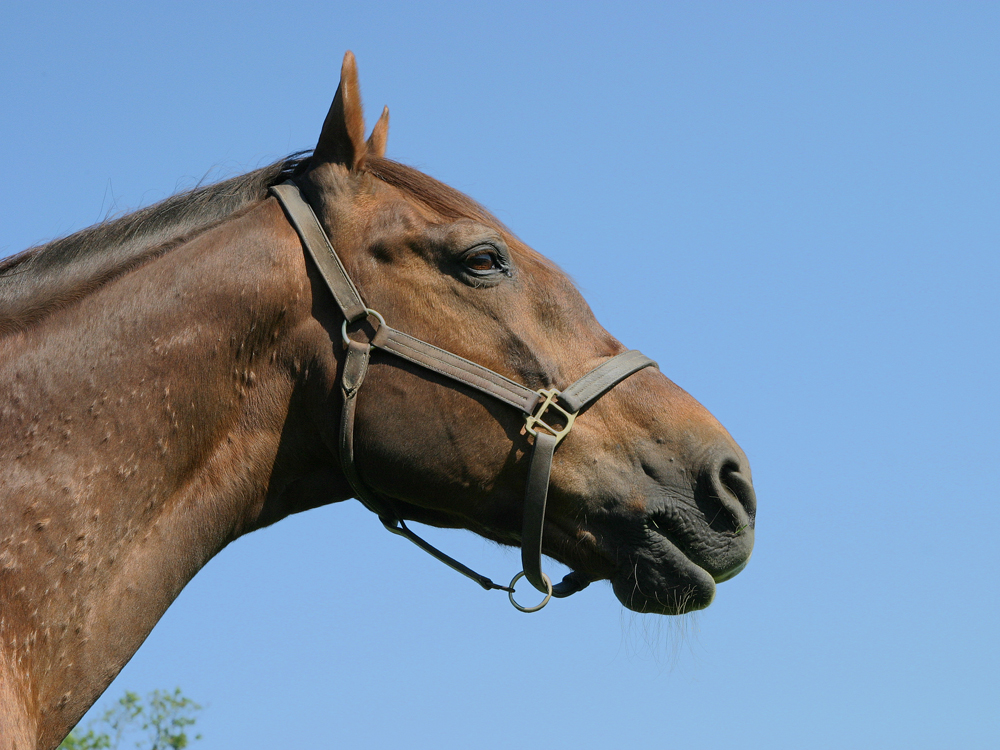

Le père d’Ourasi, Greyhound (qu'il ne faut pas confondre avec un grand champion américain de l'entre-deux guerres), est un honorable compétiteur, se plaçant au niveau semi-classique. Mort après trois années de monte, il n'a guère le temps de s'imposer au haras, où il est assez attendu, eu égard à ses belles origines, puisqu'il est issu d'un croisement entre l'excellent étalon Ura, lui-même issu du champion Carioca II et de la mythique Gélinotte (double lauréate du Prix d'Amérique), et de Strada, fille du crack Jamin (également deux Prix d'Amérique à son actif).

Quant à sa mère Fleurasie, bien qu'elle ait pour ascendants quelques grands noms de l'élevage français (Atus II, Carioca II, Hernani III et Euripide), sa lignée maternelle n'est pas des plus belles. Retirée au haras après une carrière de courses passée inaperçue, elle va toutefois s'y faire remarquer : en effet, outre le cheval du siècle, elle donne naissance à une autre championne, Vourasie dont le père n'est autre que le grand étalon « Fakir du Vivier ». Vourasie, petite sœur d’Ourasi s'illustre à trois reprises sur le podium du Prix d'Amérique, même si elle ne parvint pas à le remporter. Elle s'octroie, de plus, un Prix de France, et surtout gagne la « bagatelle » de trois Prix de Paris. On note enfin, dans le pédigrée d’Ourasi, la double consanguinité sur Carioca II (3 × 4) et Hernani III (4 × 4).
| Origines de Ourasi, mâle, alezan foncé. | Origines de Ourasi, mâle, alezan foncé. | Origines de Ourasi, mâle, alezan foncé. | Origines de Ourasi, mâle, alezan foncé. |
| --------------------------------------- | --------------------------------------- | --------------------------------------- | --------------------------------------- |
| Père Greyhound                          | Ura                                     | Carioca II                              | Mousko Williams                         |
| Père Greyhound                          | Ura                                     | Carioca II                              | Quovaria                                |
| Père Greyhound                          | Ura                                     | Gélinotte                               | Kairos                                  |
| Père Greyhound                          | Ura                                     | Gélinotte                               | Rhyticère                               |
| Père Greyhound                          | Strada                                  | Jamin                                   | Abner                                   |
| Père Greyhound                          | Strada                                  | Jamin                                   | Dladys                                  |
| Père Greyhound                          | Strada                                  | Etchida                                 | Hernani III                             |
| Père Greyhound                          | Strada                                  | Etchida                                 | Trita                                   |
| Mère Fleurasie                          | Remember                                | Atus II                                 | Hernani III                             |
| Mère Fleurasie                          | Remember                                | Atus II                                 | Juignettes                              |
| Mère Fleurasie                          | Remember                                | Bredouille                              | Quiroga II                              |
| Mère Fleurasie                          | Remember                                | Bredouille                              | Stèle                                   |
| Mère Fleurasie                          | Tania du Mont                           | L'X                                     | Carioca II                              |
| Mère Fleurasie                          | Tania du Mont                           | L'X                                     | Uvette                                  |
| Mère Fleurasie                          | Tania du Mont                           | Moniqua II                              | Euripide                                |
| Mère Fleurasie                          | Tania du Mont                           | Moniqua II                              | Igra                                    |